# ويليام إتش سيوارد جونيور
ويليام إتش سيوارد جونيور (بالإنجليزية: William H. Seward, Jr.)‏ هو ضابط أمريكي، ولد في 18 يونيو 1839 في أوبورن في الولايات المتحدة، وتوفي في 29 أبريل 1920 في نيويورك في الولايات المتحدة.